# Красносельский район (Армения)
Красносельский район — административно-территориальная единица в составе Армянской ССР и Армении, существовавшая в 1937—1995 годах. Центр — Красносельск.

## История
Красносельский район был образован в 1937 году. 
Упразднён в 1995 году при переходе Армении на новое административно-территориальное деление.

## География
На 1 января 1948 года территория района составляла 689 км². 

## Административное деление
По состоянию на 1948 год район включал 14 сельсоветов: Агбулахский, Артанишский, Башкендский, Верин-Чамбаракский, Гелкендский, Джилский, Каракаянский, Красносельский, Нор-Башгюхский, Орджоникидзевский, Тохлуджинский, Тытуджурский, Чайкендский, Шоржинский.